# Budrowszczyzna
Budrowszczyzna (biał. Будраўшчына; ros. Будровщина) – wieś na Białorusi, w obwodzie mińskim, w rejonie wołożyńskim, w sielsowiecie Raków.

## Historia
W czasach zaborów wieś w gminie Zasław, w powiecie mińskim, w guberni mińskiej Imperium Rosyjskiego
W latach 1921–1945 wieś leżała w Polsce, w województwie wileńskim, w powiecie stołpeckim, a od 1927 w powiecie mołodeckim, w gminie Wołożyn a następnie w gminie Raków.
Według Powszechnego Spisu Ludności z 1921 roku zamieszkiwało tu 30 osób, wszystkie były wyznania prawosławnego i zadeklarowały białoruską przynależność narodową. Było tu 5 budynków mieszkalnych. W 1931 w 5 domach zamieszkiwały 42 osoby.
Wierni należeli do parafii rzymskokatolickiej i prawosławnej w Wołożynie. Miejscowość podlegała pod Sąd Grodzki w Rakowie i Okręgowy w Wilnie; właściwy urząd pocztowy mieścił się w Wołożynie.